# ۱٬۱٬۱-تری‌کلرواتان
۱،۱،۱-تری کلرو اتان (به انگلیسی: 1,1,1-Trichloroethane) با فرمول شیمیایی C2H3Cl3 or CH3CCl3 یک ترکیب شیمیایی با شناسه پاب‌کم 6278 است. که جرم مولی آن 133.40 g/mol می‌باشد. شکل ظاهری این ترکیب، مایع بی‌رنگ است.